# Liste der Kulturdenkmale in Chemnitz-Ebersdorf
In der Liste der Kulturdenkmale in Chemnitz-Ebersdorf sind die Kulturdenkmale des Chemnitzer Stadtteils Ebersdorf verzeichnet, die bis Februar 2022 vom Landesamt für Denkmalpflege Sachsen erfasst wurden (ohne archäologische Kulturdenkmale). Die Anmerkungen sind zu beachten.
Diese Aufzählung ist eine Teilmenge der Liste der Kulturdenkmale in Chemnitz.

## Liste der Kulturdenkmale in Chemnitz-Ebersdorf
| Bild                                    | Bezeichnung | Lage | Datierung | Beschreibung | ID       |
| --------------------------------------- | --- | --- | --- | --- | -------- |
|                                         | Denkmalschutzgebiet Chemnitz-Ebersdorf (vorgeschlagen) | (Dorfkern) (Karte) | Ab 1800 | Denkmalschutzgebiet Dorflage Ebersdorf | 09247519 |
| Direkt Bild zu diesem Denkmal hochladen | Reiterstellwerk (Stellwerk III), Seilablaufanlage mit noch vorhandenem Zugwagen, Maschinenhaus und Spanntürmen, Stellwerk II sowie Güterschuppen mit vier Signalen (Einzeldenkmale der Sachgesamtheit 09307357) | (Flurstück 647/8) (Karte) | 1930 (Seilablaufanlage); um 1930 (Stellwerk II); 1950er Jahre (Reiterstellwerk)                                                                                            | Einzeldenkmale der Sachgesamtheit Rangierbahnhof Hilbersdorf; beeindruckende Gesamtanlage, verkehrs- und technikgeschichtlich von herausragender überörtlicher Bedeutung, Seltenheitswert | 09307358 |
| Weitere Bilder                          | Ehemalige König-Friedrich-August-Kaserne, Artillerie-Kaserne Ebersdorf (Sachgesamtheit) | Adalbert-Stifter-Weg 43, 45, 47, 49, 51 (Bertha-von-Suttner-Straße, Irmtraud-Morgner-Straße 1, 2, 3, 4, 5, 6, 8) (Karte)                 | 1912–1915 | Sachgesamtheit ehemalige Artillerie-Kaserne Ebersdorf, bestehend aus folgenden Einzeldenkmalen sowie Stallgebäude (um zwei Reitplätze angeordnet), ein Reithaus und ein weiteres Kasernengebäude als Sachgesamtheitsteile: - Offizierskasino (ehemals Haus 1) - Stabshaus und Wache (ehemals Haus 2) - Pförtnerhaus neben dem Tor (ehemals Haus 11) - Zwei Mannschaftsgebäude (ehemals Häuser 5a, 5b) - Ein Familienhaus (ehemals Haus 3a) - Zwei Wagen-Häuser (ehemals Häuser 8) - ein Wirtschaftsgebäude (ehemals Haus 4) Weitgehend original erhaltene und anspruchsvoll gestaltete Bestandteile der alten Artilleriekaserne, bemerkenswerte und in ihrer Geschlossenheit beeindruckende Gesamtanlage, von baugeschichtlicher, militärgeschichtlicher und stadtgeschichtlicher Bedeutung. | 09203318 |
| Weitere Bilder                          | Offizierskasino (ehemals Haus 1), Stabshaus und Wache (ehemals Haus 2), Pförtnerhaus neben dem Tor (ehemals Haus 11), zwei Mannschaftsgebäude (ehemals Häuser 5a, 5b), ein Familienhaus (ehemals Haus 3a), zwei Wagen-Häuser (ehemals Häuser 8) sowie ein Wirtschaftsgebäude (ehemals Haus 4), Einzeldenkmale der Sachgesamtheit 09203318 | Adalbert-Stifter-Weg 43, 45, 47, 49, 51 (Irmtraud-Morgner-Straße 1, 2, 3, 4, 5, 6, 8) (Karte)                                            | 1912–1915 | Einzeldenkmale der Sachgesamtheit ehemalige Artillerie-Kaserne Ebersdorf; weitgehend original erhaltene und anspruchsvoll gestaltete Bestandteile der alten Artilleriekaserne von baugeschichtlicher, militärgeschichtlicher und stadtgeschichtlicher Bedeutung | 09300246 |
| Weitere Bilder                          | Wohnhaus eines Bauernhofes | Eberhardtsteig 1 (Karte) | 1767 (Dendro) | Original erhaltenes Wohnhaus mit Fachwerkobergeschoss, baugeschichtlich von Bedeutung | 09203320 |
| Weitere Bilder                          | Empfangsgebäude und Fußgängertunnel des Bahnhofes Chemnitz-Hilbersdorf | Ebersdorfer Straße 2 (Karte) | 1902 | Original erhaltenes Bahnhofsgebäude, fein gegliederte gründerzeitliche Klinkerfassade mit Porphyrsockel, original erhalten, ortshistorisch von Bedeutung | 09203259 |
|                                         | Mietshaus in ehemals geschlossener Bebauung, mit Vorgarten | Ebersdorfer Straße 3 (Karte) | Um 1900 | Gut proportionierter Mietsbau mit qualitätvollem Bauschmuck, einheitlich ausgeführt mit Nr. 1 (abgerissen 2008), 5 und 7, baugeschichtlich von Bedeutung | 09203272 |
| Weitere Bilder                          | Mietshaus in geschlossener Bebauung, mit Vorgarten | Ebersdorfer Straße 5 (Karte) | Um 1900 | Gut proportionierter Wohnbau mit qualitätvollem Bauschmuck, Deckenstuck und Malereien im Vestibül, Gebäude bildet eine Einheit mit Nr. 1 (abgerissen 2008), 3 und 7, baugeschichtlich von Bedeutung | 09203273 |
| Weitere Bilder                          | Verwaltungsbau der Eisenbahn | Ebersdorfer Straße 6 (Karte) | 2. Hälfte 1920er Jahre | Qualitätvoller Backsteinbau mit Flachdach, kubischer Baukörper mit expressionistischer Eingangsgestaltung, baugeschichtlich von Bedeutung | 09203270 |
|                                         | Mietshaus in geschlossener Bebauung, mit Vorgarten | Ebersdorfer Straße 7 (Karte) | Um 1900 | Gut proportionierter Mietsbau mit qualitätvollem Bauschmuck, bildet eine Einheit mit Nr. 1 (abgerissen 2008), 3 und 5, baugeschichtlich von Bedeutung | 09203274 |
|                                         | Mietshaus in geschlossener Bebauung, mit Vorgarten | Ebersdorfer Straße 11 (Karte) | Um 1905 | Aufwendiger und qualitätvoller Gründerzeitbau, Klinkerfassade mit reichen Porphyrelementen, baugeschichtlich von Bedeutung | 09203269 |
| Weitere Bilder                          | Mietshaus in geschlossener Bebauung, mit Vorgarten | Ebersdorfer Straße 13 (Karte) | Um 1900 | Schlichter, gründerzeitlicher Klinkerbau, von Bedeutung als baulicher Bestandteil der geschlossenen Gründerzeitreihe direkt an der Bahnlinie, von hohem stadtteilprägendem Wert, baugeschichtlich von Bedeutung | 09203268 |
|                                         | Mietshaus in geschlossener Bebauung, mit Vorgarten | Ebersdorfer Straße 15 (Karte) | Um 1900 | Schlichter, gründerzeitlicher Klinkerbau, von Bedeutung als baulicher Bestandteil der geschlossen erhaltenen Reihe gründerzeitlicher Bauten direkt an der Bahnlinie, von hohem stadtteilprägendem Wert, baugeschichtlich von Bedeutung | 09203267 |
|                                         | Mietshaus in geschlossener Bebauung, mit Vorgarten | Ebersdorfer Straße 17 (Karte) | Um 1905 | Hochwertiger, gründerzeitlicher Klinkerbau in originalem Bauzustand, feine originale Baudetails, baugeschichtlich von Bedeutung | 09203266 |
|                                         | Mietshaus in geschlossener Bebauung, mit Vorgarten | Ebersdorfer Straße 19 (Karte) | Bezeichnet mit 1903 | Schlichter gründerzeitlicher Klinkerbau, von Bedeutung als baulicher Bestandteil der geschlossen erhaltenen Reihe gründerzeitlicher Gebäude direkt an der Bahn, von hohem stadtteilprägendem Wert, baugeschichtlich von Bedeutung | 09203265 |
|                                         | Mietshaus in geschlossener Bebauung, mit Vorgarten | Ebersdorfer Straße 21 (Karte) | Bezeichnet mit 1901 | Schlichter gründerzeitlicher Klinkerbau, baulicher Bestandteil einer geschlossen erhaltenen Reihe von Gründerzeithäusern direkt an der Bahnlinie, von hohem stadtteilprägendem Wert, baugeschichtlich von Bedeutung | 09203264 |
| Weitere Bilder                          | Wohnhauszeile (Ebersdorfer Straße 23–25a und Otto-Planer-Straße 2), mit Vorgarten | Ebersdorfer Straße 23, 25, 25a (Otto-Planer-Straße 2) (Karte)                                                                            | 1930er Jahre | Qualitätvolle, gestaffelt angeordnete Wohnhäuser, im Heimatstil, Gebäude bilden markante städtebauliche Ecklösung | 09203254 |
|                                         | Mietshaus (zwei Hausnummern) in geschlossener Bebauung, mit Vorgarten | Ebersdorfer Straße 27, 27a (Karte) | Um 1900 | Baulicher Bestandteil einer Eisenbahnerwohnanlage, fein strukturierte gründerzeitliche Klinkerfassade in originalem Zustand, baugeschichtlich von Bedeutung | 09203263 |
|                                         | Mietshaus in geschlossener Bebauung, mit Vorgarten | Ebersdorfer Straße 29 (Karte) | Um 1910 | Schlichte gründerzeitliche Klinkerfassade in originalem Erhaltungszustand, Bestandteil einer Eisenbahnerwohnanlage, baugeschichtlich von Bedeutung | 09203262 |
|                                         | Mietshaus in geschlossener Bebauung, mit Vorgarten | Ebersdorfer Straße 31 (Karte) | Um 1900 | Baulicher Bestandteil einer Eisenbahnerwohnanlage, schlichte gründerzeitliche Klinkerfassade, original erhalten, baugeschichtlich von Bedeutung | 09203258 |
|                                         | Mietshaus in geschlossener Bebauung, mit Vorgarten | Ebersdorfer Straße 33 (Karte) | Um 1900 | Einfach gegliederte, aber original erhaltene gründerzeitliche Klinkerfassade, Bestandteil einer Eisenbahnerwohnanlage, baugeschichtlich von Bedeutung | 09203257 |
|                                         | Mietshaus (zwei Hausnummern) in geschlossener Bebauung, mit Vorgarten | Ebersdorfer Straße 35, 35a (Karte) | Um 1900 | fein reliefierte gründerzeitliche Klinkerfassade in originalem Erhaltungszustand, Bestandteil einer Eisenbahnerwohnanlage, baugeschichtlich von Bedeutung | 09203256 |
|                                         | Mietshaus in geschlossener Bebauung, mit Vorgarten | Ebersdorfer Straße 37 (Karte) | Um 1900 | Schlichte, aber originale gründerzeitliche Klinkerfassade, baulicher Bestandteil einer Eisenbahnerwohnanlage, baugeschichtlich von Bedeutung | 09203261 |
|                                         | Mietshaus in halboffener Bebauung, mit Vorgarten | Ebersdorfer Straße 39 (Karte) | Um 1900 | Schlichte, aber originale gründerzeitliche Klinkerfassade, Gebäude gehört zu einer einheitlich konzipierten Eisenbahnerwohnanlage, baugeschichtlich von Bedeutung | 09203260 |
| Weitere Bilder                          | Doppelmietshaus (mit Lichtenauer Straße 16) in halboffener Bebauung, mit Vorgarten | Eichendorffstraße 10 (Karte) | Um 1900 | Original erhaltene, gründerzeitliche Klinkerfassade, Bestandteil der geschlossen erhaltenen Straßenzüge Lichtenauer Straße und Eichendorffstraße, siehe auch unter Lichtenauer Straße 16, baugeschichtlich von Bedeutung | 09203070 |
| Weitere Bilder                          | Doppelmietshaus in offener Bebauung, mit Vorgarten, Nr. 14 auch mit Toreinfahrt zum Hof | Eichendorffstraße 12, 14 (Karte) | Um 1900 | Aufwendig gestaltete Klinkerfassade mit originalem Bauschmuck, Bestandteil der gründerzeitlichen geschlossen erhaltenen Straßenzüge Eichendorffstraße und Lichtenauer Straße, baugeschichtlich von Bedeutung | 09203331 |
|                                         | Doppelmietshaus in offener Bebauung, mit Vorgarten | Eichendorffstraße 16, 18 (Karte) | Um 1900 | Baulicher Bestandteil der gründerzeitlichen geschlossen erhaltenen Straßenzüge Lichtenauer Straße und Eichendorffstraße, weitestgehend originale Putz-/Klinkerfassade, baugeschichtlich von Bedeutung | 09203329 |
| Weitere Bilder                          | Doppelmietshaus (mit Lichtenauer Straße 18) in halboffener Bebauung, mit Vorgarten | Eichendorffstraße 19 (Karte) | Um 1900 | Einfacher, weitgehend original erhaltener gründerzeitlicher Mietsbau, Bestandteil einer charakteristischen, geschlossen erhaltenen Straße, siehe auch unter Lichtenauer Straße 18, baugeschichtlich von Bedeutung | 09203332 |
|                                         | Mietshaus in offener Bebauung, mit Vorgarten | Eichendorffstraße 21 (Karte) | Um 1900 | Bestandteil der gründerzeitlichen geschlossen erhaltenen Straßenzüge Eichendorffstraße und Lichtenauer Straße, weitgehend originale Klinkerfassade, baugeschichtlich von Bedeutung | 09203333 |
|                                         | Doppelmietshaus in offener Bebauung, mit Vorgarten | Eichendorffstraße 23, 25 (Karte) | Bezeichnet mit 1901 (Nr. 23) | Teil des gründerzeitlichen geschlossen erhaltenen Ensembles Eichendorffstraße und Lichtenauer Straße, schlichte, aber weitestgehend originale Putz-/Klinkerfassade, baugeschichtlich von Bedeutung | 09203330 |
| Weitere Bilder                          | Siedlung Eisenbahnerbaugenossenschaft Chemnitz-Hilbersdorf (Sachgesamtheit) | Erich-Steinfurth-Straße 17–29 (Otto-Planer-Straße 17–24, 26, 28, 30; Birkensteig 13, 15, 17¬–24, 26, 28, 30; Krügerstraße 15–18) (Karte) | Nach 1920 bis ca. 1955 | Sachgesamtheit Siedlung der Eisenbahnerbaugenossenschaft Chemnitz-Hilbersdorf, mit den folgenden Wohnbauten als Einzeldenkmale: - Erich-Steinfurth-Straße 21/23 und 22/24/26 (siehe 09301037 und 09301036) und den Sachgesamtheitsteilen: - Erich-Steinfurth-Straße 17/19, 18/20, 25/27/29 - Otto-Planer-Straße 17/19, 18/20, 21/23, 22/24/26/28, 30 - Birkensteig 13/15, 17/19, 18/20/22, 21/23, 24/26, 28/30 - Krügerstraße 15/17 und 16/18 Weiterhin gehören Vorgärten, Wäschtrockenplätze und Mietergärten (Gartendenkmal) zur Siedlung. Gut erhaltene Siedlung, nach 1920 bis in die 1950er Jahre vorrangig für Bedienstete der Eisenbahnwerkstätten erbaut mit dreigeschossigen relativ schlichten Mehrfamilienhäusern mit Nutz- und Ziergärten, von baugeschichtlicher, städtebaulicher und sozialgeschichtlicher Bedeutung.                                                                                          | 09301038 |
| Weitere Bilder                          | Wohnblock (mit zwei Eingängen), Wohnungsbau der Eisenbahn-Wohnungsbaugenossenschaft (Einzeldenkmal der Sachgesamtheit 09301038) | Erich-Steinfurth-Straße 21, 23 (Karte)                                                                                                   | Nach 1950 | Einzeldenkmal der Sachgesamtheit Siedlung der Eisenbahnerbaugenossenschaft Chemnitz-Hilbersdorf; zeittypischer Putzbau der 1950er Jahre von baugeschichtlichem, sozialgeschichtlichem und städtebaulichem Wert | 09301037 |
| Weitere Bilder                          | Wohnblock (mit drei Eingängen), Wohnungsbau der Eisenbahn-Wohnungsbaugenossenschaft (Einzeldenkmal der Sachgesamtheit 09301038) | Erich-Steinfurth-Straße 22, 24, 26 (Karte)                                                                                               | Nach 1950 | Einzeldenkmal der Sachgesamtheit Siedlung der Eisenbahnerbaugenossenschaft Chemnitz-Hilbersdorf; den Straßenzug prägender Putzbau der 1950er Jahre mit gut erhaltener bauzeitlicher Ausstattung von baugeschichtlichem, sozialgeschichtlichem und städtebaulichem Wert | 09301036 |
|                                         | Mietshaus in geschlossener Bebauung | Frankenberger Straße 185 (Karte) | 1910 | Reich gestalteter Putzbau mit straßenbildprägenden Erkern, baugeschichtlich von Bedeutung | 09203113 |
|                                         | Mietshaus in geschlossener Bebauung | Frankenberger Straße 187 (Karte) | 1910 | Schlichter, aber qualitätvoll gegliederter gründerzeitlicher Klinkerbau mit porphyrnen Bauelementen, originales Treppenhaus, baugeschichtlich von Bedeutung | 09203112 |
|                                         | Mietshaus in geschlossener Bebauung | Frankenberger Straße 193 (Karte) | 1911 | Qualitätvoller Gründerzeitbau mit originalen Baudetails, baugeschichtlich von Bedeutung | 09203114 |
|                                         | Mietshaus in Ecklage, mit Vorgarten in der Otto-Planer-Straße | Frankenberger Straße 195 (Karte) | 1911 | Städtebaulich wichtiger Eckbau mit Ausstattung der Jugendstilzeit, singulär zwei Wandbilder 1930er Jahre im Eingangsbereich, baugeschichtlich und handwerklich-künstlerisch von Bedeutung | 09245146 |
|                                         | Geschäftswerbung (gemalt) auf der Giebelseite eines Mietshauses (zur Krügerstraße) | Frankenberger Straße 196 (Karte) | Um 1905 | Nur noch äußerst selten anzutreffende großflächige Werbung von kulturhistorischer Bedeutung | 09301748 |
|                                         | Mietshaus in halboffener Bebauung | Frankenberger Straße 197 (Karte) | 1910 | Schlichter, gründerzeitlicher Klinkerbau, originaler Erhaltungszustand, baugeschichtlich von Bedeutung | 09244741 |
|                                         | Mietshaus in halboffener Bebauung (Doppelhaus mit Nr. 204) | Frankenberger Straße 202 (Karte) | Um 1900 | Gründerzeitlicher Klinkerbau, in originalem Erhaltungszustand, Dacherker mit für Chemnitz außergewöhnlicher Bekrönung, baugeschichtlich von Bedeutung | 09203111 |
|                                         | Mietshaus in halboffener Bebauung (Doppelhaus mit Nr. 202) | Frankenberger Straße 204 (Karte) | Um 1900 | Gründerzeitliches Wohnhaus in Klinkerbauweise, Bekrönung des Dacherkers wie am Nachbarhaus nicht mehr erhalten, baugeschichtlich von Bedeutung | 09247689 |
|                                         | Mietshaus in geschlossener Bebauung | Frankenberger Straße 218 (Karte) | 1905 | Schlichter, aber originaler, gründerzeitlicher Klinkerbau, unverändert erhaltenes Treppenhaus, baugeschichtlich von Bedeutung | 09203136 |
| Weitere Bilder                          | Turnhalle in offener Bebauung | Frankenberger Straße 219b (Karte) | Um 1910 | Großer Turnhallenbau mit angegliedertem Umkleide- und Wohntrakt, qualitätvoll gestalteter Putzbau mit markantem, geschweiftem Giebel, ortsgeschichtlich von Bedeutung | 09203197 |
|                                         | Mietshaus in halboffener Bebauung | Frankenberger Straße 220 (Karte) | 1905 | Qualitätvoller, gründerzeitlicher Klinkerbau, originaler Erhaltungszustand, baugeschichtlich von Bedeutung | 09203137 |
|                                         | Doppelmietshaus in offener Bebauung, mit Vorgarten | Frankenberger Straße 233, 235 (Karte) | Um 1900 | Für Ebersdorf typisches Doppelhaus, Bestandteil des gründerzeitlichen, weitgehend geschlossen erhaltenen Karrees (mit Eichendorffstraße und Lichtenauer Straße), baugeschichtlich von Bedeutung | 09203237 |
|                                         | Doppelmietshaus in offener Bebauung, mit Vorgarten | Frankenberger Straße 239, 241 (Karte) | Um 1900 | Original erhaltene gründerzeitliche Klinkerfassade, qualitätvoll gegliedert, typischer Bestandteil eines noch weitgehend geschlossen erhaltenen gründerzeitlichen Karrees (mit Eichendorffstraße und Lichtenauer Straße), baugeschichtlich von Bedeutung | 09203240 |
| Weitere Bilder                          | Mietshaus in Ecklage, mit Vorgarten | Frankenberger Straße 253 (Karte) | Um 1900 | Gründerzeitlicher Klinker-/Putzbau in städtebaulich wichtiger Ecklage, weitgehend original, ursprünglich wohl Doppelhaus mit Eichendorffstraße 27 geplant, baugeschichtlich von Bedeutung | 09203192 |
|                                         | Doppelmietshaus in offener Bebauung, mit Vorgarten | Frankenberger Straße 255, 257 (Karte) | Um 1900 | Für Ebersdorf typisches, gründerzeitliches Doppelwohnhaus, weitestgehend in originalem Zustand, baugeschichtlich von Bedeutung | 09203191 |
| Weitere Bilder                          | Doppelmietshaus (mit Freiligrathstraße 2) in Ecklage, mit Vorgarten an der Freiligrathstraße | Frankenberger Straße 266 (Karte) | Um 1900 | Gründerzeitliches Doppelwohnhaus in städtebaulich markanter Ecklage, siehe auch unter Freiligrathstraße 2, baugeschichtlich von Bedeutung | 09203246 |
| Weitere Bilder                          | Mietshaus in offener Bebauung in Ecklage mit Vorgarten | Frankenberger Straße 268 (Karte) | Ende 19. Jahrhundert | Qualitätvoller, gründerzeitlicher Klinkerbau in originalem Erhaltungszustand, in wichtiger städtebaulicher Ecklage, baugeschichtlich von Bedeutung | 09203217 |
|                                         | Wohnhaus eines Bauernhofes | Frankenberger Straße 271 (Karte) | Bezeichnet mit 1784 | Großes ländliches Wohnhaus mit imposantem Steildach in markanter Lage am Ortseingang der Dorflage Ebersdorf, unter Putz und Verkleidung Fachwerk noch vorhanden, baugeschichtlich von Bedeutung | 09203252 |
| Weitere Bilder                          | Wohnhaus | Frankenberger Straße 273 (Karte) | 3. Viertel 19. Jahrhundert | Einfacher ländlicher Wohnbau mit hoch aufragendem Satteldach, unverändert erhalten, früher Mauerwerksbau, baugeschichtlich von Bedeutung | 09203253 |
| Weitere Bilder                          | Wohnanlage (mit drei Wohnhäusern), mit Vorgarten | Franz-Wiesner Straße 44, 46, 48 (Karte)                                                                                                  | 1920er Jahre | Dem Straßengefälle und der Biegung angepasste, gestaffelte und gerundete Mietshäuser, einfache Putzfassaden qualitätvoll und sachlich gegliedert, Wert liegt besonders in der städtebaulichen Anordnung der sachlichen Wohnblöcke, im Stil der Klassischen Moderne, baugeschichtlich von Bedeutung | 09203314 |
|                                         | Doppelmietshaus in offener Bebauung, mit Vorgarten | Freiligrathstraße 1, 3 (Karte) | Um 1900 | Für Ebersdorf typisches gründerzeitliches Doppelmietshaus in Klinkerbauweise, weitestgehend original, baugeschichtlich von Bedeutung | 09203322 |
| Weitere Bilder                          | Doppelmietshaus (mit Frankenberger Straße 266) in halboffener Bebauung, mit Vorgarten | Freiligrathstraße 2 (Karte) | Um 1900 | Gründerzeitliches Doppelwohnhaus, typisch für Ebersdorf, siehe auch unter Frankenberger Straße 266, baugeschichtlich von Bedeutung | 09203325 |
|                                         | Doppelmietshaus in offener Bebauung, mit Vorgarten | Freiligrathstraße 5, 7 (Karte) | Um 1900 | Fein gestaltete gründerzeitliche Klinkerfassade, typisches Ebersdorfer Doppelwohnhaus, baugeschichtlich von Bedeutung | 09203323 |
| Weitere Bilder                          | Doppelmietshaus in offener Bebauung, mit Vorgarten | Freiligrathstraße 10, 12 (Karte) | Um 1900 | Ausgewogen gegliederte Klinkerfassade, für Ebersdorf typisches gründerzeitliches Doppelwohnhaus, weitestgehend original, baugeschichtlich von Bedeutung | 09203324 |
| Weitere Bilder                          | Bahnbetriebswerk Chemnitz-Hauptbahnhof mit mehreren Gebäuden, mit der Wagenwerkstatt sowie mit Teilen des Ringlokschuppens I (mit Schornstein, einschließlich der gesamten Umfassungsmauern, des Anbaus und der rückwärtigen Stützmauern) und einem Wasserturm                                                                            | Glösaer Straße 173 (Karte) | Um 1905 (Ringlokschuppen); 1906 (Wasserturm); Mitte 1920er Jahre (Bahnbetriebswerk)                                                                                        | Als verkehrs- und technikgeschichtliches Denkmal besonders durch die Wagenhalle und den überregional bedeutsamen Wasserturm von großer Relevanz, Wasserturm (Kugelbehälter der Bauart Klönne) einer der ersten Vertreter dieser Bauart in Deutschland, in seiner Ausführung mit massiv ummanteltem Standgerüst aus Stahlfachwerk in Sachsen singulär | 09203116 |
|                                         | Villa und Garten | Herweghstraße 5 (Karte) | Um 1910 | Großer, streng gegliederter Villenbau mit neoklassizistischer Fassadengestaltung, bemerkenswertes Treppenhaus vornehm-schlicht in Holz ausgeführt und weitestgehend original, baugeschichtlich von Bedeutung | 09203336 |
| Weitere Bilder                          | Offizierskasino (ehemals Haus 1), Stabshaus und Wache (ehemals Haus 2), Pförtnerhaus neben dem Tor (ehemals Haus 11), zwei Mannschaftsgebäude (ehemals Häuser 5a, 5b), ein Familienhaus (ehemals Haus 3a), zwei Wagen-Häuser (ehemals Häuser 8) sowie ein Wirtschaftsgebäude (ehemals Haus 4), Einzeldenkmale der Sachgesamtheit 09203318 | Irmtraud-Morgner-Straße 1, 2, 3, 4, 5, 6, 8 (Adalbert-Stifter-Weg 43, 45, 47, 49, 51) (Karte)                                            | 1912–1915 | Einzeldenkmale der Sachgesamtheit ehemalige Artillerie-Kaserne Ebersdorf; weitgehend original erhaltene und anspruchsvoll gestaltete Bestandteile der alten Artilleriekaserne von baugeschichtlicher, militärgeschichtlicher und stadtgeschichtlicher Bedeutung | 09300246 |
| Weitere Bilder                          | Mietshaus in Ecklage in halboffener Bebauung mit Vorgarten | Krügerstraße 2 (Karte) | 1904 | Reich gestalteter, gründerzeitlicher Klinkerbau in städtebaulich wichtiger Lage, markanter Porphyrerker betont die städtebauliche Situation, baugeschichtlich von Bedeutung | 09203316 |
| Weitere Bilder                          | Mietshaus in geschlossener Bebauung, mit Vorgarten | Krügerstraße 10 (Karte) | 1913 | Baugeschichtlich von Bedeutung, im Reformstil der Zeit um 1910, neobarocke Anklänge, in gutem Originalzustand, baugeschichtlich von Bedeutung | 09303151 |
| Weitere Bilder                          | Mietshaus in geschlossener Bebauung, mit Vorgarten | Krügerstraße 12 (Karte) | 1914 | Baugeschichtlich von Bedeutung, im Reformstil der Zeit um 1910, in gutem Originalzustand, baugeschichtlich von Bedeutung | 09303152 |
| Weitere Bilder                          | Stiftsfriedhof Ebersdorf (Sachgesamtheit) | Lichtenauer Straße (Karte) | 1920 | Sachgesamtheit Stiftsfriedhof Ebersdorf, mit folgenden Einzeldenkmalen: Aufbahrungshaus und Denkmal für die verstorbenen Kriegsgefangenen des Ersten Weltkrieges (siehe 09203338) und gärtnerisch gestalteter Friedhofsanlage (Gartendenkmal); parkähnlich gestaltete Friedhofsanlage, im Zentrum das schlichte Aufbahrungshaus, von ortshistorischer Bedeutung | 09302717 |
| Weitere Bilder                          | Aufbahrungshaus und Denkmal für die verstorbenen Kriegsgefangenen des Ersten Weltkrieges (Einzeldenkmale der Sachgesamtheit 09302717) | Lichtenauer Straße (Karte) | 1916 (Denkmal); um 1920 (Aufbahrungshalle) | Einzeldenkmale der Sachgesamtheit Stiftsfriedhof Ebersdorf; parkähnlich gestaltete Friedhofsanlage, im Zentrum das schlichte Aufbahrungshaus, von ortshistorischer Bedeutung. Denkmal, geschaffen in Erinnerung an die im Ersten Weltkrieg verstorbenen Insassen eines Kriegsgefangenenlagers in Chemnitz-Ebersdorf. Zur Mahnung und im Gedenken an die 703 französischen Kameraden, die infolge von Epidemien in nur kurzer Zeit hinschieden, schuf ein überlebender Mitgefangener (David Debrock) das Denkmal einer an einem Granitblock lehnenden Frauengestalt. Bei sich trägt diese eine Mohnkapsel als Sinnbild der Schmerzbetäubung, einen Palmzweig als Zeichen für den erlangten Frieden und schließlich einen Lorbeerkranz als Ausdruck der Siegesgewissheit über Unbill und Demütigung. Inschrift „Les prisonniers de guerre de Chemnitz a leurs camerades 1914-1918“. Kulturdenkmal aus geschichtlichen Gründen. | 09203338 |
|                                         | Doppelmietshaus in offener Bebauung, mit Vorgarten | Lichtenauer Straße 3, 5 (Karte) | Um 1900 | Bestandteil eines geschlossen erhaltenen gründerzeitlichen Karrees, weitestgehend original erhaltene Gebäude mit feinen porphyrnen Gliederungselementen, baugeschichtlich von Bedeutung | 09203294 |
|                                         | Doppelmietshaus in offener Bebauung, mit Vorgarten | Lichtenauer Straße 4, 6 (Karte) | Um 1900 | Gründerzeitliches Doppelmietshaus in Klinkerbauweise, Bestandteil eines noch geschlossen erhaltenen gründerzeitlichen Karrees, baugeschichtlich von Bedeutung | 09203293 |
|                                         | Mietshaus in offener Bebauung mit Vorgarten | Lichtenauer Straße 7 (Karte) | 19. Jahrhundert | Baugeschichtlich von Bedeutung, gründerzeitliche Klinkerfassade, Bestandteil eines noch geschlossen erhaltenen Karrees, baugeschichtlich von Bedeutung | 09203249 |
| Weitere Bilder                          | Doppelmietshaus in offener Bebauung, mit Vorgarten | Lichtenauer Straße 8, 10 (Karte) | Bezeichnet mit 1903/1904 | Gründerzeitliche Klinkerfassade mit original erhaltenem Bauschmuck, Teil eines Ensembles von geschlossen erhaltenen gründerzeitlichen Doppelmietshäusern, baugeschichtlich von Bedeutung | 09203295 |
|                                         | Doppelmietshaus in offener Bebauung, mit Vorgarten | Lichtenauer Straße 9, 11 (Karte) | Um 1900 | Original erhaltene Klinkerbauten, zugehörig zu einem geschlossenen Ensemble gründerzeitlicher Doppelmietshäuser, baugeschichtlich von Bedeutung | 09203297 |
| Weitere Bilder                          | Doppelmietshaus in offener Bebauung, mit Vorgarten | Lichtenauer Straße 12, 14 (Karte) | Bezeichnet mit 1902 | Originaler Bestandteil eines geschlossen erhaltenen gründerzeitlichen Ensembles von Doppelmietshäusern, Putz-/Klinkerfassade, weitgehend original, baugeschichtlich von Bedeutung | 09203298 |
|                                         | Doppelmietshaus in offener Bebauung, mit Vorgarten | Lichtenauer Straße 13, 15 (Karte) | 1903 | Typische gründerzeitliche Klinkerfassade, baulicher Bestandteil des geschlossen erhaltenen gründerzeitlichen Karrees, baugeschichtlich von Bedeutung | 09203299 |
| Weitere Bilder                          | Doppelmietshaus (mit Eichendorffstraße 10) in Ecklage, mit Vorgarten | Lichtenauer Straße 16 (Karte) | Um 1900 | Original erhaltene, gründerzeitliche Klinkerfassade, Bestandteil der geschlossen erhaltenen Straßenzüge Lichtenauer Straße und Eichendorffstraße, siehe auch unter Eichendorffstraße 10, baugeschichtlich von Bedeutung | 09203301 |
|                                         | Mietshaus in Ecklage in offener Bebauung mit Vorgarten | Lichtenauer Straße 17 (Karte) | Um 1900 | Einfacher gründerzeitlicher Mietsbau, Teil einer charakteristischen, geschlossen erhaltenen Mietsbebauung an der Lichtenauer Straße und Eichendorffstraße, baugeschichtlich von Bedeutung | 09203300 |
| Weitere Bilder                          | Doppelmietshaus (mit Eichendorffstraße 19) in Ecklage, mit Vorgarten | Lichtenauer Straße 18 (Karte) | Um 1900 | Einfacher, weitgehend original erhaltener gründerzeitlicher Mietsbau, Bestandteil der geschlossen erhaltenen Straßenzüge Lichtenauer Straße und Eichendorffstraße, siehe auch unter Eichendorffstraße 19, baugeschichtlich von Bedeutung | 09203334 |
| Weitere Bilder                          | Mietshaus mit Vorgarten, Garten und Einfriedung | Lichtenauer Straße 29 (Karte) | Um 1890 | Original erhaltener gründerzeitlicher Putzbau mit strenger Fassadengliederung, baugeschichtlich von Bedeutung | 09203290 |
|                                         | Dreiseithof mit Wohnhaus, Seitengebäude und Scheune | Lichtenauer Straße 42 (Karte) | 2. Drittel 19. Jahrhundert (Wohnstallhaus und Seitengebäude); 3. Drittel 19. Jahrhundert (Scheune)                                                                         | Späte, jedoch weitestgehend original erhaltene Hofanlage mit unter Verkleidung vorhandenem Fachwerk an allen Gebäuden, baugeschichtlich von Bedeutung | 09203308 |
| Weitere Bilder                          | Häuslerei | Lichtenauer Straße 44 (Karte) | 1. Hälfte 19. Jahrhundert | Ländliches Wohnhaus mit Fachwerkobergeschoss, weitgehend original erhalten, baugeschichtlich von Bedeutung | 09203289 |
| Weitere Bilder                          | Schule mit Turnhalle | Lichtenauer Straße 45 (Karte) | Bezeichnet mit 1907 (Schule); 1926 (Schulturnhalle) | Mächtiger Schulbau, symmetrisch gegliedert, bemerkenswerte Porphyrdetails mit Jugendstilanklängen, Turnhalle im Heimatstil, ortsgeschichtlich und baugeschichtlich von Bedeutung | 09203312 |
| Weitere Bilder                          | Mietshaus mit Vorgarten | Lichtenauer Straße 47 (Karte) | Um 1900 | Anspruchsvoll gestalteter Mietsbau, qualitätvollster Vertreter gründerzeitlicher Wohnbebauung innerhalb der Dorflage Ebersdorf, markanter Dacherker, sehr guter Erhaltungszustand, baugeschichtlich von Bedeutung | 09203313 |
| Weitere Bilder                          | Schule | Lichtenauer Straße 48 (Karte) | 1878 | Alte Dorfschule von Ebersdorf, beherrschend im Ortsbild, stattlicher symmetrischer Bau mit sparsamem Porphyrschmuck, ortsgeschichtlich von Bedeutung | 09203307 |
|                                         | Häusleranwesen | Lichtenauer Straße 50 (Karte) | Um 1800 | Einfaches ländliches Wohnhaus in Nachbarschaft des Erbgerichtes, Fachwerk unter Verkleidung erhalten, baugeschichtlich von Bedeutung | 09203311 |
| Weitere Bilder                          | Dreiseithof mit Wohnstallhaus, Scheune und Seitengebäude sowie Hofpflasterung und Pflasterung der Zufahrt | Lichtenauer Straße 52 (Karte) | Bezeichnet mit 1812 (Erbgericht); 2. Drittel 19. Jahrhundert (Auszugshaus); 17./18. Jahrhundert (Scheune)                                                                  | Herrschaftliches Wohnhaus (ehemals Erbgericht), hoch aufragendes Mansardwalmdach, Scheune auf Grund ihres hohen Alters von besonderem Wert, beeindruckende, kaum veränderte Gesamtanlage, ortshistorisch und baugeschichtlich von Bedeutung | 09203310 |
|                                         | Wohnhaus | Lichtenauer Straße 54 (Karte) | 1. Drittel 19. Jahrhundert | Einfaches ländliches Wohnhaus, Fachwerk im Obergeschoss unter Schieferverkleidung teilweise erhalten, wertvoll auf Grund seiner Lage in unmittelbarer Nachbarschaft der Stiftskirche, baugeschichtlich von Bedeutung | 09203306 |
|                                         | Wohnhaus mit zwei Seitengebäuden | Lichtenauer Straße 56 (Karte) | Um 1800 | Einfacher ländlicher Wohnbau, im Obergeschoss Fachwerk unter Schieferverkleidung erhalten, wertvoll als Teil der die Stiftskirche umgebenden Häusergruppe, baugeschichtlich von Bedeutung | 09203304 |
| Weitere Bilder                          | Gemarkungssäule | Lichtenwalder Höhe (Karte) | 1835 | Säule aus Hilbersdorfer Porphyrtuff zur Markierung der Flurgrenze von landschaftsprägender und ortsgeschichtlicher Bedeutung | 09240606 |
| Weitere Bilder                          | Gedenkstein für Max Saupe | Max-Saupe-Straße (Karte) | Etwa 1965 | Ortsgeschichtlich von Bedeutung, Max Saupe war Antifaschist und Mitbegründer der KPD in Ebersdorf, ortsgeschichtlich von Bedeutung | 09203326 |
|                                         | Wohnhaus in offener Bebauung, mit Garten und Einfriedung | Max-Saupe-Straße 7 (Karte) | Um 1925 | Typischer, traditionalistischer Putzbau der Zeit um 1925 mit markantem Erker, weitestgehend original erhalten, baugeschichtlich von Bedeutung | 09203328 |
|                                         | Wohnhaus in offener Bebauung, mit Garten und Garage sowie Einfriedung | Max-Saupe-Straße 29 (Karte) | 1925 | Kleiner qualitätvoller Wohnhausbau mit zahlreichen originalen Baudetails, straßenbildprägendes Kielbogendach, baugeschichtlich von Bedeutung | 09203327 |
|                                         | Wohnhaus in einfacher Bebauung | Mittweidaer Straße 50 (Karte) | 3. Viertel 19. Jahrhundert | Einfacher Mauerwerksbau, typischer Vertreter einer späten ländlichen Wohnbebauung, in markanter Querstellung zur Dorfstraße gegenüber dem Erbgericht, in sehr gutem Erhaltungszustand, ortsentwicklungsgeschichtlich von Bedeutung | 09203370 |
|                                         | Häusleranwesen und historischer Gasthof „Zur Post“ | Mittweidaer Straße 55 (Karte) | Bezeichnet mit 1855 | Original erhaltener kleiner Wohnbau mit qualitätvollen Porphyrdetails und späterem rückwärtigem Saalanbau, Fachwerk unter Verkleidung erhalten, hübsches Eingangsportal, ortsgeschichtlich und baugeschichtlich von Bedeutung | 09203365 |
|                                         | Häuslerei | Mittweidaer Straße 60 (Karte) | 1. Drittel 19. Jahrhundert | Einfaches ländliches Wohnhaus mit erhaltenem Fachwerk im Obergeschoss in bestimmender Lage an der ehemaligen Dorfstraße, baugeschichtlich von Bedeutung | 09203353 |
|                                         | Häuslerei | Mittweidaer Straße 62 (Karte) | 1. Drittel 19. Jahrhundert | Einfacher, original erhaltener ländlicher Wohnbau, unter Putz Fachwerk vermutlich vollständig erhalten, prominente Lage an der ehemaligen Dorfstraße, baugeschichtlich von Bedeutung | 09203352 |
| Weitere Bilder                          | Wohnhaus | Mittweidaer Straße 67 (Karte) | 1. Drittel 19. Jahrhundert | Einfacher ländlicher Wohnbau, im Obergeschoss sichtbare Fachwerkkonstruktion, prominente Lage direkt gegenüber der Stiftskirche, baugeschichtlich von Bedeutung | 09203363 |
|                                         | Wohnhaus, mit Garten und umgebender Böschungsmauer | Mittweidaer Straße 71 (Karte) | Um 1800 | Einfacher, original erhaltener ländlicher Wohnbau, Fachwerk im Obergeschoss, prägnante Lage unterhalb der Stiftskirche, baugeschichtlich von Bedeutung | 09203361 |
|                                         | Wohnhaus, mit Garten über Böschungsmauer | Mittweidaer Straße 73 (Karte) | Um 1800 | Einfacher Wohnbau, in seiner Baukörperform noch ursprünglich, in der Ansicht jedoch stark verändert, wertvoll als Teil der die Stiftskirche umrahmenden Häusergruppe, baugeschichtlich von Bedeutung | 09203360 |
|                                         | Wohnhaus und Nebengebäude, mit Garten über Böschungsmauer | Mittweidaer Straße 75 (Karte) | Um 1800 | Ein größeres und ein kleineres Wohngebäude in beherrschender Lage unterhalb der Stiftskirche, beide weitestgehend unverändert, unter Schiefer- bzw. Holzverkleidung Fachwerk im ersten Obergeschoss, baugeschichtlich von Bedeutung | 09203356 |
| Weitere Bilder                          | Ehemalige Brettmühle, später Gasthof | Mittweidaer Straße 76 (Karte) | 1834 | klassizistischer Gasthausbau mit anspruchsvoller Porphyrgliederung und aufwendig gestaltetem Portal, wichtiges Werk des Architekten Johann Traugott Heinig, baugeschichtlich und ortsgeschichtlich von Bedeutung. Ehemals auch denkmalgeschützt: später angebauter, original erhaltener Anbau eines Ballsaales (Ende 19. Jahrhundert), Scheune (um 1870) und Böschungsmauern einer ehemaligen Steinbrücke, die möglicherweise im Zusammenhang mit Mühlennutzung stand, als Teile des historischen Funktionszusammenhangs. | 09203341 |
| Weitere Bilder                          | Stiftskirche Ebersdorf (Sachgesamtheit) | Mittweidaer Straße 77 (Karte) | 1. Viertel 15. Jahrhundert | Sachgesamtheit Stiftskirche Chemnitz-Ebersdorf, mit den Einzeldenkmalen: ehemalige Stiftskirche Unserer Lieben Fraun (heute Pfarrkirche), Umfassungsmauern, zwei Wehr- bzw. Tortürme und Kapelle (siehe 09203362) sowie dem Kirchhof als Sachgesamtheitsteil; bedeutender spätgotischer Kirchenbau, bildet mit der Kirchhofbefestigung, den beiden Tortürmen und der achteckigen Marienkapelle eine beeindruckende Gesamtanlage, künstlerisch, ortsgeschichtlich und baugeschichtlich von Bedeutung | 09302742 |
| Weitere Bilder                          | Ehemalige Stiftskirche Unserer Lieben Fraun (heute Pfarrkirche) mit Ausstattung, Umfassungsmauern, zwei Wehr- bzw. Tortürme und Kapelle (Einzeldenkmale der Sachgesamtheit 09302742) | Mittweidaer Straße 77 (Karte) | 1. Viertel 15. Jahrhundert | Einzeldenkmale der Sachgesamtheit Stiftskirche Chemnitz-Ebersdorf; bedeutender spätgotischer Kirchenbau, entstanden am Ort der romanischen Dorfkirche im Zusammenhang mit einer 1420 erstmals bezeugten Marienwallfahrt, bildet mit der Kirchhofbefestigung, den beiden Tortürmen und der achteckigen Marienkapelle eine beeindruckende Gesamtanlage, enthält umfangreiche Reste der spätmittelalterlichen Ausstattung (Hochaltar von 1513, weiterer Flügelaltar, mehrere Werke von Hans Witten u. a.), künstlerisch, ortsgeschichtlich und baugeschichtlich von Bedeutung | 09203362 |
|                                         | Pfarrhaus der Stiftskirche Ebersdorf mit Nebengebäude, Garten und Gartentor | Mittweidaer Straße 79 (Karte) | 1787–1788 | Herrschaftlicher Bau in dominierender Lage, dem Stiftsbezirk rückwärtig angelagert, das hoch aufragende Mansardwalmdach prägend für das Ortsbild, ortshistorisch und baugeschichtlich von Bedeutung | 09203359 |
| Weitere Bilder                          | Gedenkstein | Mittweidaer Straße 81 (gegenüber) (Karte)                                                                                                | Nach 1870 | Einfaches Kriegerdenkmal aus Sandstein vor einer Eiche, ortsgeschichtlich von Bedeutung | 09203355 |
|                                         | Häuslerei | Mittweidaer Straße 83 (Karte) | 1. Drittel 19. Jahrhundert | Einfaches, original erhaltenes ländliches Wohnhaus, unter Schieferverkleidung Fachwerk im ersten Obergeschoss, baugeschichtlich von Bedeutung | 09203358 |
| Weitere Bilder                          | Wohnstallhaus und zwei Seitengebäude eines Vierseithofes | Mittweidaer Straße 95 (Karte) | 18. Jahrhundert (Wohnstallhaus); 2. Drittel 19. Jh. (Seitengebäude) | Wohnhaus mit beeindruckendem steilem Satteldach und allseitig vorhandenem Fachwerk unter Verkleidung im Obergeschoss, geschlossene Hofanlage, baugeschichtlich von Bedeutung | 09203350 |
|                                         | Wohnstallhaus eines ehemaligen Vierseithofes | Mittweidaer Straße 99 (Karte) | Um 1800 | Weitestgehend original erhaltenes ländliches Wohnhaus, Fachwerk im Obergeschoss unter Verkleidung, baugeschichtlich von Bedeutung | 09203349 |
| Weitere Bilder                          | Wohnstallhaus (mit rückwärtigem Backhaus) und zwei Seitengebäude eines Vierseithofes sowie Reste der Hofpflasterung | Mittweidaer Straße 113 (Karte) | Um 1800 | Zwei original erhaltene Seitengebäude mit Porphyrmauerwerk im Erdgeschoss zusammen mit dem steilen Satteldach des Wohnstallhauses prägend für das Ortsbild, baugeschichtlich von Bedeutung | 09203351 |
| Weitere Bilder                          | Häusleranwesen | Mittweidaer Straße 119 (Karte) | Um 1800 | Einfaches ländliches Wohnhaus mit verkleidetem Fachwerkobergeschoss, weitgehend original, hohes, für das Ortsbild prägendes Satteldach, baugeschichtlich von Bedeutung | 09203348 |
|                                         | Vierseithof mit Wohnstallhaus, Scheune und zwei Seitengebäuden sowie Pflasterung des Hofes | Mittweidaer Straße 125 (Karte) | Um 1800 | Geschlossene, vollständig original erhaltene Hofanlage von herausragender Bedeutung, prägend für das Ortsbild, in allen Gebäuden Fachwerk erhalten, baugeschichtlich von Bedeutung | 09203347 |
| Weitere Bilder                          | Häuslerei | Mittweidaer Straße 129 (Karte) | Um 1800 | Einfacher, in seiner Baukörperform original erhaltener ländlicher Wohnbau, Fachwerk unter Holzverkleidung vermutlich teilweise erhalten, baugeschichtlich von Bedeutung | 09203346 |
|                                         | Scheune und zwei Seitengebäude eines Vierseithofes | Mittweidaer Straße 155 (Karte) | Ende 18. Jahrhundert (Scheune); 2. Drittel 19. Jahrhundert (Seitengebäude)                                                                                                 | Original erhaltene Scheune mit mächtigem, landschaftsbeherrschendem Krüppelwalmdach, Seitengebäude haben unter Verkleidung und Putz noch Originalfachwerk, baugeschichtlich von Bedeutung | 09203340 |
| Weitere Bilder                          | Wohnstallhaus und Scheune eines Bauernhofes | Mittweidaer Straße 161 (Karte) | 18. Jahrhundert (Wohnstallhaus); 2. Hälfte 19. Jahrhundert (Scheune) | In ihrer Baukörperform original erhaltene ländliche Gebäude, weitestgehend erhaltene Fachwerkkonstruktion, landschaftsprägendes, steil aufragendes Satteldach des Wohnstallhauses, wichtig als erster Bauernhof im Norden der Dorflage, baugeschichtlich von Bedeutung | 09203342 |
|                                         | Häuslerei | Ortelsdorfer Straße 13 (Karte) | Um 1800 | Ländliches Wohnhaus in weitestgehend originalem Erhaltungszustand mit Fachwerkobergeschoss, baugeschichtlich von Bedeutung | 09203286 |
|                                         | Wohnstallhaus und Einfriedungsmauer mit Toreinfahrt eines ehemaligen Dreiseithofes | Ortelsdorfer Straße 21 (Karte) | Um 1800 | Leicht verändertes Gebäude mit Fachwerkobergeschoss, Hof mit schöner Porphyrmauer und Einfahrtstor, baugeschichtlich von Bedeutung | 09203276 |
|                                         | Wohnstallhaus, Seitengebäude und Torbogen eines ehemaligen Vierseithofes | Ortelsdorfer Straße 25 (Karte) | Bezeichnet mit 1857 (Wohnstallhaus); 3. Drittel 19. Jahrhundert (Seitengebäude)                                                                                            | Original erhaltenes Wohnstallhaus mit schönem Fachwerkobergeschoss, in Fachwerkkonstruktion errichtetes Seitengebäude, baugeschichtlich von Bedeutung | 09203275 |
|                                         | Vierseithof mit Wohnstallhaus, zwei Seitengebäuden und Scheune sowie Torbogen zum Hof | Ortelsdorfer Straße 31 (Karte) | Reste des 17. Jahrhunderts (Vierseithof); bezeichnet mit 1642 (Vierseithof); um 1800 (östliches und südliches Seitengebäude); bezeichnet mit 1805 (Wohnstallhaus)          | Besonders geschlossene und gut erhaltene Hofanlage mit vier Gebäuden, zum Teil ganz in Fachwerkkonstruktion, östliches Seitengebäude mit Oberlaube, von Bedeutung für das Dorfbild, baugeschichtlich von Bedeutung | 09203278 |
| Weitere Bilder                          | Wohnstallhaus mit angebautem Backhaus, Seitengebäude, Torbogen und Pflasterung eines Vierseithofes | Ortelsdorfer Straße 33 (Karte) | Um 1800 | Weitestgehend original erhaltenes Wohnstallhaus mit Fachwerkobergeschoss (verschindelt) und schönem, dorfbildprägendem Schopfwalmdach, Seitengebäude auf Grund der ursprünglichen Baukörperform erhaltenswert, baugeschichtlich von Bedeutung | 09203279 |
| Weitere Bilder                          | Häuslerhaus mit kleinem Seitengebäude | Ortelsdorfer Straße 37 (Karte) | 2. Hälfte 18. Jahrhundert | Schlichtes, aber weitestgehend original erhaltenes Häuslerhaus mit kleinem Fachwerknebengebäude, baugeschichtlich von Bedeutung | 09203281 |
| Weitere Bilder                          | Wohnstallhaus, Scheune und Seitengebäude eines ehemaligen Vierseithofes | Ortelsdorfer Straße 39 (Karte) | 18. Jahrhundert (Wohnstallhaus); 1. Hälfte 19. Jahrhundert (Seitengebäude); Mitte 19. Jahrhundert (Scheune)                                                                | Original erhaltene ländliche Gebäude mit Fachwerkkonstruktion in den Obergeschossen, baugeschichtlich von Bedeutung | 09203282 |
| Weitere Bilder                          | Vierseithof mit Wohnstallhaus, zwei Seitengebäuden und Scheune | Ortelsdorfer Straße 49, 51 (Karte) | Bezeichnet mit 1853 (Wohnstallhaus); bezeichnet mit 1856 (westliches Seitengebäude); 3. Drittel 19. Jahrhundert (östliches Seitengebäude); Mitte 19. Jahrhundert (Scheune) | Geschlossen erhaltene Hofanlage, überwiegend Fachwerkbauten, dorfbildprägend auf der Anhöhe gelegen, baugeschichtlich von Bedeutung | 09203285 |
|                                         | Mietshaus in Ecklage in halboffener Bebauung, mit Vorgarten | Otto-Planer-Straße 1 (Karte) | Um 1905 | Gründerzeitlicher Klinkerbau in städtebaulich markanter Ecklage, baugeschichtlich von Bedeutung | 09203315 |
| Weitere Bilder                          | Wohnhauszeile (Ebersdorfer Straße 23–25a und Otto-Planer-Straße 2), mit Vorgarten | Otto-Planer-Straße 2 (Ebersdorfer Straße 23–25a) (Karte)                                                                                 | 1930er Jahre | Qualitätvolle, gestaffelt angeordnete Wohnhäuser, im Heimatstil, Gebäude bilden markante städtebauliche Ecklösung | 09203254 |
|                                         | Mietshaus in geschlossener Bebauung, mit Vorgarten | Otto-Planer-Straße 9 (Karte) | Um 1915 | Wohngebäude im Reformstil der Zeit nach 1900 mit Fachwerkelementen, mit originaler Ausstattung, baugeschichtlich von Bedeutung | 09245267 |
| Weitere Bilder                          | Rathaus (mit Sparkasse), mit Garten, Vorgarten und Einfriedungsmauer | Silcherstraße 1 (Karte) | 1912–1914 | Monumentaler, repräsentativer Putzbau im Reformstil der Zeit um 1910, markant an einer Straßengabelung gelegen, diese durch imposante, rund geführte Bruchsteinmauer der Freifläche betont, original erhalten, ortshistorisch und baugeschichtlich von Bedeutung | 09203317 |

## Ehemalige Denkmäler
| Bild                                    | Bezeichnung             | Lage                                  | Datierung | Beschreibung | ID       |
| --------------------------------------- | ----------------------- | ------------------------------------- | --------- | --- | -------- |
| Direkt Bild zu diesem Denkmal hochladen | Mietshaus und Vorgarten | Ebersdorfer Straße 1 (Karte)          |           | Abgerissen 2008, ehemals Eigentum der GGG. Streichung aus der Denkmalliste vor 2010. |          |
|                                         | Mietvilla               | Frankenberger Straße 215 (Karte)      |           | Erhalten. Streichung aus der Denkmalliste vor 2010. |          |
|                                         | Mietshaus               | Frankenberger Straße 229 (Karte)      | Um 1900   | Mietshaus in offener Bebauung in Ecklage, mit Vorgarten; im Zwickel dreier Straßen markant gelegener gründerzeitlicher Wohnhausbau, die städtebauliche Situation wird architektonisch aufgegriffen durch turmartige Überhöhung. Laut „Sachstandsinformation der Arbeitsgruppe ruinöse Gebäude in Chemnitz“ vom 10. März 2014 besteht kein Denkmalschutz. | 09203250 |
| Direkt Bild zu diesem Denkmal hochladen | Mietshaus und Vorgarten | Frankenberger Straße 243, 245 (Karte) |           | Abgerissen zwischen 2001 und 2006. Streichung aus der Denkmalliste vor 2010. |          |
| Direkt Bild zu diesem Denkmal hochladen | Mietshaus               | Frankenberger Straße 270 (Karte)      |           | Abgerissen zwischen 2001 und 2006. Streichung aus der Denkmalliste vor 2010. |          |
| Direkt Bild zu diesem Denkmal hochladen | Bauernhaus (Schenkgut)  | Lichtenauer Straße 34 (Karte)         |           | Um 2007 abgerissen. Streichung aus der Denkmalliste vor 2010. |          |
| Direkt Bild zu diesem Denkmal hochladen | Bauernhaus              | Lichtenauer Straße 40 (Karte)         |           | Erhalten. Streichung aus der Denkmalliste 2010. |          |
| Direkt Bild zu diesem Denkmal hochladen | Häuslerei               | Mittweidaer Straße 85 (Karte)         |           | Erhalten. Streichung aus der Denkmalliste vor 2010. |          |
| Direkt Bild zu diesem Denkmal hochladen | Wohnhaus                | Mittweidaer Straße 159 (Karte)        |           | Abgerissen vor 2001. Streichung aus der Denkmalliste 2010. |          |
| Weitere Bilder                          | Bauernhof               | Ortelsdorfer Straße 15 (Karte)        |           | Saniert. Streichung aus der Denkmalliste 2010. |          |

## Tabellenlegende
- Bild: Bild des Kulturdenkmals, ggf. zusätzlich mit einem Link zu weiteren Fotos des Kulturdenkmals im Medienarchiv Wikimedia Commons. Wenn man auf das Kamerasymbol klickt, können Fotos zu Kulturdenkmalen aus dieser Liste hochgeladen werden:
- Bezeichnung: Denkmalgeschützte Objekte und ggf. Bauwerksname des Kulturdenkmals
- Lage: Straßenname und Hausnummer oder Flurstücknummer des Kulturdenkmals. Die Grundsortierung der Liste erfolgt nach dieser Adresse. Der Link (Karte) führt zu verschiedenen Kartendiensten mit der Position des Kulturdenkmals. Fehlt dieser Link, wurden die Koordinaten noch nicht eingetragen. Sind diese bekannt, können sie über ein Tool mit einer Kartenansicht einfach nachgetragen werden. In dieser Kartenansicht sind Kulturdenkmale ohne Koordinaten mit einem roten bzw. orangen Marker dargestellt und können durch Verschieben auf die richtige Position in der Karte mit Koordinaten versehen werden. Kulturdenkmale ohne Bild sind an einem blauen bzw. roten Marker erkennbar.
- Datierung: Baubeginn, Fertigstellung, Datum der Erstnennung oder grobe zeitliche Einordnung entsprechend des Eintrags in der sächsischen Denkmaldatenbank
- Beschreibung: Kurzcharakteristik des Kulturdenkmals entsprechend des Eintrags in der sächsischen Denkmaldatenbank, ggf. ergänzt durch die dort nur selten veröffentlichten Erfassungstexte oder zusätzliche Informationen
- ID: Vom Landesamt für Denkmalpflege Sachsen vergebene, das Kulturdenkmal eindeutig identifizierende Objekt-Nummer. Der Link führt zum PDF-Denkmaldokument des Landesamtes für Denkmalpflege Sachsen. Bei ehemaligen Kulturdenkmalen können die Objektnummern unbekannt sein und deshalb fehlen bzw. die Links von aus der Datenbank entfernten Objektnummern ins Leere führen. Ein ggf. vorhandenes Icon  führt zu den Angaben des Kulturdenkmals bei Wikidata.